# Mousmé
 (avril 2021).

En 1888, Vincent van Gogh a nommé un de ses tableaux La Mousmé.

Mousmé est une retranscription du mot japonais musume (娘, qu'on prononce [mɯ̫sɯ̫me]), signifiant « fille » au sens de la filiation. En français du début du XXe siècle, ce terme désigne plutôt une fille facile ; par la suite, il désigne une fille (mot peu employé).

## Origine et histoire du mot
À la fin du XIXe siècle et au début du XXe, le mot mousmé est employé de deux façons : soit il désigne une jeune fille ou jeune femme japonaise, soit il désigne en argot une femme, une maîtresse ou une « fille facile ».

## Utilisation du terme dans les arts

### Opéra
- The Mousmé, opéra de Lionel Monckton et Howard Talbot, sur un livret de Arthur Wimperis et Percy Greenbank en 1909.

### Opérette
- Mousmé, opérette en 3 actes de Michel Carré et Albert Acremant, musique de Marius Lambert, représentée au théâtre Michel du 10 au 22 juillet 1920.

### Chant
- La Mousmé, mazurka japonaise de Louis Ganne, paroles de Gabriel Montoya (1894).
- Mousmé !, mélodie de Jules Massenet, paroles d'André Alexandre (1902).

### Littérature française
Marcel Proust cite ce mot entre guillemets dans Le Côté de Guermantes : « De toute évidence quand j'avais connu Albertine, le mot de “mousmé” lui était inconnu. »
Thierry Laget et Brian Rogers commentent ce passage ainsi dans les notes : 

« C’est Loti qui introduisit ce mot en France : “Mousmé est un mot qui signifie jeune fille ou très jeune femme. C’est un des plus jolis mots de la langue nippone ; il semble qu’il y ait, dans ce mot, de la moue (de la petite moue gentille et drôle comme elles en font) et surtout de la frimousse (de la frimousse chiffonnée comme est la leur). Je l’emploierai souvent, n’en connaissant aucun en français qui le vaille.” (Madame Chrysanthème, 1887, chap. XI). »

Vic Vidéo, personnage de la bande dessinée belge Yoko Tsuno, emploie également ce terme pour faire référence au personnage éponyme.